# Дулово (Закарпатская область)
Дулово (укр. Дулово) — село в Буштынской поселковой общине Тячевского района Закарпатской области Украины.
Население по переписи 2001 года составляло 2420 человек. Почтовый индекс — 90513. Телефонный код — 03134. Занимает площадь 0,09 км². Код КОАТУУ — 2124482601.

## Известные уроженцы
- Илько, Иван Иванович (р. 1938) — украинский живописец.